# Halimba
Halimba (ungerskt uttal: [ˈhɒlimbɒ]) är en ort (by) i provinsen Veszprém i västra Ungern. Orten har 1 152 invånare (2024), på en yta av 12,62 km². Den ligger cirka 8,5 kilometer söder om Ajka.